# Eberhard Bender
Eberhard Bender (* 10. Januar 1927 in Büren) ist ein ehemaliger deutscher Beamter.
Er war von 1966 bis 1978 Direktor des Bundesamtes für die Anerkennung ausländischer Flüchtlinge in Zirndorf.

## Ehrungen
- 1978: Verdienstkreuz 1. Klasse der Bundesrepublik Deutschland[2]